# Tsheavriskielas
Tsheavriskielas är en kulle i Finland. Den ligger i Utsjoki kommun i landskapet Lappland, i den norra delen av landet, 1 000 km norr om huvudstaden Helsingfors. Toppen på Tsheavriskielas är 400 meter över havet. Tsheavriskielas ingår i Paistunturit.
Terrängen runt Tsheavriskielas är huvudsakligen platt, men åt nordost är den kuperad. Terrängen runt Tsheavriskielas sluttar söderut.  Trakten runt Tsheavriskielas är nära nog obefolkad, med mindre än två invånare per kvadratkilometer. Det finns inga samhällen i närheten. Omgivningarna runt Tsheavriskielas är i huvudsak ett öppet busklandskap.